# Torno Largo Estancia
Torno Largo Estancia är en ort i Mexiko.   Den ligger i kommunen Centro och delstaten Tabasco, i den sydöstra delen av landet, 700 km öster om huvudstaden Mexico City. Torno Largo Estancia ligger 3 meter över havet och antalet invånare är 118.
Terrängen runt Torno Largo Estancia är mycket platt. Runt Torno Largo Estancia är det tätbefolkat, med 427 invånare per kvadratkilometer. Närmaste större samhälle är Tamulte de las Sabanas, 5,9 km sydost om Torno Largo Estancia. Trakten runt Torno Largo Estancia består till största delen av jordbruksmark.